# Anisothecium vaginatum
Anisothecium vaginatum är en bladmossart som beskrevs av Mitten 1869. Anisothecium vaginatum ingår i släktet Anisothecium och familjen Dicranaceae. Inga underarter finns listade i Catalogue of Life.